# Иван Методиев (футболист)
Вижте пояснителната страница за други личности с името Иван Методиев.
Иван Методиев Иванов е български футболист и треньор, играл е на поста полузащитник. Роден на 8 септември 1955. Играл е за отборите на ПФК ЦСКА (1974 – 1980), Локомотив (София) (1980 – 1982), ФК Сливен (1982 – 1985).
Има 161 мача и 26 гола в „А“ ПФГ. Шампион на България за 1975, 1976, 1980. Носител на купата на Съветската армия за 1974. Има 5 мача за националния отбор по футбол на България. Европейски шампион за младежи през 1974 г. От 1995 работи в ДЮШ на ЦСКА, където има 6 титли.